# Metallurgisch Kombinaat van Magnitogorsk
Het Metallurgisch Kombinaat van Magnitogorsk (Russisch: Магнитого́рский металлурги́ческий комбина́т), of kortweg MMK, is een van de grootste Russische staalbedrijven en ook een van de grotere in de wereld.
Bijna tachtig procent van het bedrijf is in handen van de Russische oligarch Viktor Rasjnikov, via de in Cyprus geregistreerde Mintha Holding. De overige twintig procent wordt vrij verhandeld op de Beurs van Moskou en de Beurs van Londen. De Amerikaanse investeringsbanken BNY Mellon en Goldman Sachs bezitten elk circa drie procent.

## Activiteiten
De MMK-groep bezit fabrieken in Rusland en Turkije. Veruit de grootste is deze bij de thuisstad Magnitogorsk in het zuiden van de Oeral. Het is een geïntegreerde staalfabriek waar ijzererts en schroot worden verwerkt tot halffabrikaten voor de andere fabrieken en eindproducten gaande van staaldraad, -staven en -plaat voor de bouw, energie-industrie, auto-industrie, spoorwegen, scheepsbouw, machinebouw, witgoedsector en verpakkingsindustrie.
Ook bij Magnitogorsk ligt de ijzerertsmijn bij de Maly Kuybas, een 560 meter hoge berg in de Oeral, met bijhorende sinterfabrieken. De ontginning ervan begon in de jaren zeventig nadat de oorspronkelijke berg, de Magnitnaja, was uitgeput. Hier werd in 2020 2,6 miljoen ton erts gewonnen, waarmee in zeventien procent van de behoefte van de nabijgelegen staalfabriek kon worden voorzien. Deze mijn zou tegen circa 2024 uitgeput zijn.
Verder naar het oosten, nabij Belovo, heeft MMK eigen steenkoolmijnen en een cokesfabriek. In 2020 ging 88 procent van de productie van drie miljoen ton naar de staalfabriek in Magnitogorsk, waarmee in veertig procent van de benodigde cokes voor deze fabriek werd voorzien.
MMK heeft ook twee fabrieken in Turkije waar warmgewalst staal uit Magnitogorsk verder wordt verwerkt. In Istanboel wordt gegalvaniseerd en met polymeer gecoat staal gemaakt. In İskenderun worden ook nog andere warm- en koudgewalste staalproducten gemaakt. Hier wordt via de haven veel staal geëxporteerd naar de EU, het Midden-Oosten, Noord-Afrika en Azië.
De landen van de voormalige Sovjet-Unie vormen de belangrijkste afzetmarkt, waarbij 81 procent van de verkopen plaatsvindt in Rusland, Georgië, Armenië, Azerbeidzjan, Oezbekistan, Turkmenistan, Tadzjikistan en Kirgizië. Op de thuismarkt is MMK de grootste staalleverancier met een marktaandeel van zestien procent. Gespecialiseerde eindproducten maken zowat de helft van de verkoop uit. Hier bedraagt het Russisch marktaandeel ruim een kwart. In de hele regio heeft het een aandeel van zo'n tien procent. In 2020 produceerde de groep 11,6 miljoen ton staal op een capaciteit van 16,8 miljoen ton.

## Geschiedenis
MMK werd opgericht in het kader van het Eerste Vijfjarenplan van de Sovjet-Unie midden jaren 1920. Dat plan moest het agrarische land omvormen tot een moderne industriële natie. Een onderdeel daarvan was de productie van staal. In de Magnitnaja-berg in de Oeral waren grote hoeveelheden ijzererts aangetroffen. Aldus werd besloten hier grote ijzer- en staalfabrieken met een capaciteit van 2,5 miljoen ton per jaar en de stad Magnitogorsk te bouwen. Voor de bouw van de fabriek werd een beroep gedaan op adviseurs van het Amerikaanse Arthur McKee & Company.
Eind 1931 werden de eerste cokes geproduceerd en begin februari 1932 kwam het eerste ruwijzer uit hoogoven #1. In augustus kwamen de eerste 50 cm-staven van de productielijn.
Ver weg van het front gelegen werd MMK een belangrijk onderdeel van de Sovjet-oorlogsindustrie tijdens de Tweede Wereldoorlog. In november 1941 werd een uit Marioepol geëvacueerde pantserplaatfabriek toegevoegd. In oktober 1951 werd de eerste koudwalserij gestart.
In mei 1973 werd de eerste lijn voor elektrolytisch vertind staal in gebruik genomen en in november 1990 de eerste oxystaaloven. In de jaren zeventig bereikte de productie vijftien miljoen ton per jaar. Na het uiteenvallen van de Sovjet-Unie werd MMK een publieke onderneming met aandelen. Het was toen de grootste staalproducent van Rusland en een van de grootste in de wereld. Doch daalde de productie tegen 1996 tot 5,8 miljoen ton en werd in die jaren tot zeventig procent geëxporteerd. Ondanks de slechte economische toestand waarin het land toen verkeerde bleef investeren in nieuwe productie-eenheden voor staalplaat. In juni 1996 werd een nieuwe vlamboogoven in productie genomen. In 1998 was een installatie die de gassen van de cokesfabriek opvangt en verwerkt klaar, waardoor de luchtvervuiling sterk werd verminderd.
Begin 21e eeuw werd nog steeds jaar na jaar uitgebreid en kwamen onder meer lijnen voor verchroomd en gelakt plaatstaal in bedrijf. MMK bleef zich ook verder focussen op gespecialiseerde eindproducten. Het kocht zich in in een bedrijf dat onderdelen perst en lakt en bouwde ook een autokoetswerkpanelenfabriek nabij Sint-Petersburg. Ook werden twee leveranciers, cokesproducent Belon en schrootverwerker ZAO Profit, overgenomen. In juli 2012 werd een nieuwe moderne koudwalserij in gebruik genomen.
In april 2007 werd 8,9% van de aandelen op de Beurs van Londen genoteerd en circa 730 miljoen euro opgehaald nadat eerder al één procent op een Russische beurs was gebracht. In juli dat jaar werd een joint venture opgezet met het Turkse Atakas voor een nieuwe staalfabriek met een capaciteit van 2,4 miljoen ton per jaar in Turkije. Deze werd in oktober 2010 in gebruik genomen. Een jaar later nam MMK Atakas' aandeel over en werd de enige eigenaar.
Acron ·
Aeroflot ·
AFK Sistema ·
ALROSA ·
Bashneft ·
Beurs van Moskou ·
DIXY ·
FGC UES ·
FosAgro ·
Gazprom ·
Inter RAO UES ·
LSR Group ·
LUKOIL ·
Magnit ·
Mechel ·
MegaFon ·
MMK ·
Mosenergo ·
MTS ·
M.video ·
Moskou Credit Bank ·
Norilsk Nikkel ·
Novatek ·
Novolipetsk Steel ·
Oeralkali ·
PIK Group ·
Polymetal ·
Polyus ·
Rosneft ·
Rosseti ·
Rostelecom ·
RusHydro ·
Rusagro ·
Rusal ·
Sberbank ·
Severstal ·
Soergoetneftegaz ·
Tatneft ·
TMK ·
Transneft ·
VTB bank ·
Unipro ·
United Wagon Company ·
Yandex ·
Zeehandelshaven van Novorossiejsk
Aeroflot ·
FGC UES ·
Gazprom ·
Gazprom neft ·
Inter RAO UES ·
LUKOIL ·
Magnit ·
Mechel ·
MMK ·
Mosenergo ·
MTS ·
MRSK Holding ·
Norilsk Nikkel ·
Novatek ·
Novolipetsk Steel ·
Oeralkali ·
OGK-3 ·
Raspadskaya ·
Rosneft ·
Rostelecom ·
RUSAL ·
RusHydro ·
Sberbank ·
Severstal ·
Soergoetneftegaz ·
Tatneft ·
Transneft ·
VTB bank